# جبل نيانغاني
جبل نيانغاني (جبل إنيانغاني سابقًا) هو أعلى جبل في زيمبابوي حيث يبلغ ارتفاعه 2592 مترًا أو 8504 قدمًا. يقع الجبل داخل منتزه نيانغا الوطني في مقاطعة نيانغا، على بعد حوالي 110 كم (68 ميل) شمال غرب موتاري. تقع القمة فوق نتوء صغير من الصخور يبلغ ارتفاعه حوالي 40 مترًا أو 130 قدمًا فوق المنطقة المحيطة. ما تبقى من القمة عبارة عن مستنقع واسع يتكون بشكل رئيسي من التلال والهضاب بمساحة حوالي 8 كيلومتر مربع. ثم تنحدر حواف هذه الهضبة المحيطية بشكل حاد إلى الجانبين الشرقي والغربي. تتكون النباتات الجبلية إلى حد كبير من المروج حول هضبة القمة مع غابات دائمة الخضرة على طول المنحدرات الشرقية الأكثر رطوبة والمراعي على الجانب الغربي. إجمالي هطول الأمطار السنوي مرتفع (حوالي 2200 ملم أو 87 بوصة) ولكن تحدث فترات طويلة من الطقس الجاف خلال فترة الشتاء من مايو إلى أغسطس. نظرًا لارتفاعها المنخفض نسبيًا وموقعها الاستوائي، نادرًا ما تتساقط الثلوج في المنطقة، وكان آخر تسجيل لتساقط الثلوج في أغسطس 1935.